# 前任2：备胎反击战
《前任2: 备胎反击战》（英語：Ex-Files 2）是中国大陆爱情喜剧片，翻拍自韩国电影《男人使用说明书》，导演田羽生，郑恺、郭采潔、王传君及张殿伦主演，张艺兴特别出演，于2015年11月6日在中国大陆公映。本片是电影《前任攻略》的续作，但剧情与上一部并无关联。

## 劇情
廣告導演伊澤(郭采潔 飾演)七年前剛剛失戀的那天遇見了想參加卻錯過報名時間的余飛。當時的余飛(鄭愷 飾演)想把握機會，將耳機直接給伊澤戴上並在伊澤面前跳舞。最後幫剛剛失戀的伊澤打氣，因此讓伊澤對余飛一見鍾情。
兩人在七年後因一支廣告邂逅，當時放浪不羈的余飛只是抱抱玩玩的心態，卻沒想到讓動了真心的伊澤傷心。伊澤在一間麵攤偶遇了一個自稱是日韓混血在中國生活的人，那人指點伊澤方向，告訴了伊澤男人心中的想法。而傷心的伊澤便下定了決心要讓余飛愛上她後狠狠甩余飛一巴掌。

## 演出
- 郑恺 出演 余飞。红极一时的明星。多年前与伊泽的一面之缘，使得伊泽陷入爱的漩涡之中。
- 郭采洁 出演 伊泽。节目编导。在一次工作之中她遇见了多年前有过一面之缘、并且一见钟情的明星余飞。
- 王传君 出演 田圣新。心肾教教主的田羽生的大弟子，法号“备胎真人”。如今，他的任务是为伊澤的爱情之路“出谋划策”。
- 张殿伦 出演 波比。余飛的經紀人。
- 张艺兴 出演 李相赫。當紅男星。因一則廣告認識了余飛和伊澤。被余飛當作了勁敵。但事實上他只是很欣賞伊澤，並且是一位有女朋友的人。

## 票房
累计票房为2亿5千万人民币

## 外部連結
- 前任2：备胎反击战的新浪微博
- 豆瓣电影上《前任2：备胎反击战》的資料 （简体中文）
- 时光网上《前任2：备胎反击战》的資料（简体中文）